# Светско првенство у фудбалу 2010 — група Е
Група Е на Светском првенству у фудбалу 2010. ће играти своје утакмице између 14. јуна и 24. јуна 2010. Група је састављена од репрезентација Холандије, Данске, Јапана и Камеруна. Прва два тима из групе ће проћи у другу фазу такмичења (осмина финала). Први из групе ће играти са другим из групе Ф, док ће други из групе Е играти са првим из групе Ф.

## Састави
- Састави репрезентација групе Е

## Табела
|    | Табела групе Е | И | Д | Н | И | ДГ | ПГ | ГР | Бод. |
| -- | -------------- | - | - | - | - | -- | -- | -- | ---- |
| 1. | Холандија      | 3 | 3 | 0 | 0 | 5  | 1  | +4 | 9    |
| 2. | Јапан          | 3 | 2 | 0 | 1 | 4  | 2  | +2 | 6    |
| 3. | Данска         | 3 | 1 | 0 | 2 | 3  | 6  | -3 | 3    |
| 4. | Камерун        | 3 | 0 | 0 | 3 | 2  | 5  | -3 | 0    |

Сва времена су локална (UTC+2)

## Холандија - Данска
| Холандија                   | 2:0        | Данска |
| --------------------------- | ---------- | ------ |
| Агер 46’ (а. г.) · Којт 85’ | (извештај) |        |

## Јапан - Камерун
| Јапан     | 1:0        | Камерун |
| --------- | ---------- | ------- |
| Хонда 39’ | (извештај) |         |

## Холандија - Јапан
| Холандија   | 1:0        | Јапан |
| ----------- | ---------- | ----- |
| Снајдер 53’ | (извештај) |       |

## Камерун - Данска
| Камерун | 1:2        | Данска                     |
| ------- | ---------- | -------------------------- |
| Ето 10’ | (извештај) | Бендтнер 33’ · Ромедал 61’ |

## Данска - Јапан
| Данска      | 1:3        | Јапан                              |
| ----------- | ---------- | ---------------------------------- |
| Томасон 81’ | (извештај) | Хонда 17’ · Ендо 30’ · Оказаки 87’ |

## Камерун - Холандија
| Камерун        | 1:2        | Холандија                |
| -------------- | ---------- | ------------------------ |
| Ето 65’ (пен.) | (извештај) | Робин 36’ · Хунтелар 83’ |